# Gewog di Sherimung
Il gewog di Sherimung è uno dei diciassette raggruppamenti di villaggi del distretto di Mongar, nella regione Orientale, in Bhutan.